# Antifa-Net

Logo der Antifa-Net

Antifa-Net. International Antifascist Network for Research and Action ist eine im Oktober 2003 gegründete Plattform für die gemeinsame Kooperation verschiedener antifaschistischer Magazine und Initiativen in Europa, Asien und den USA.
Die Gründung schuf einen festen Rahmen für verschiedene antifaschistische Gruppen, die auch zuvor schon teilweise auf internationaler Ebene zusammengearbeitet hatten. Ziel des Netzwerks ist es, die Arbeitsergebnisse der einzelnen Gruppen und Redaktionen länderübergreifend auszutauschen und gemeinsam zu nutzen. Darüber hinaus sollen gemeinsam Einschätzungen und Analysen getroffen und Informationskampagnen untereinander koordiniert werden. Das Netzwerk verspricht sich davon Vorteile vor allem hinsichtlich der international agierenden neonazistischen Strukturen. Vertreter der Gruppen treffen sich mindestens einmal jährlich.

## Mitwirkende Organisationen
- Dänemark: Demos
- Deutschland:
  - Antifaschistisches Pressearchiv und Bildungszentrum (APABIZ) (Berlin)
  - argumente.netzwerk antirassistischer bildung e. V. (Vorträge und Seminare)[2]
  - Antifaschistisches Infoblatt (Berlin)
  - Enough is Enough (Kiel, Lübeck, Hamburg)
  - reihe antifaschistischer texte (rat), Hamburg. Hier werden vor allem die Recherchen in deutschsprachigen Broschüren und Büchern publiziert.
  - Der Rechte Rand (Hannover)
- Frankreich: Reflexes
- Großbritannien: Searchlight
- Niederlande:
  - Anti-fascistisch vakblad Alert!
  - Antifascistische Onderzoeksgroep Kafka
- Norwegen: Monitor. Antifascistisk tidsskrift
- Österreich: Rosa Antifa
- Polen: Nigdy Wiecej
- Russland: Antifascist Motives / Tumbalalaika
- Schweden: Expo
- USA:
  - Center for New Community (CNC)
  - Institute for Research and Education on Human Rights (IREHR)

## Publikationen
Die bekannteste Recherche White Noise des Netzwerkes wurde sowohl in englischer als auch in deutscher Sprache von Searchlight, dem Antifaschistischen Infoblatt, Enough is Enough und der Edition reihe antifaschistischer texte (rat) herausgegeben. Im deutschsprachigen Raum bot diese Publikation den ersten umfassenden Einblick in die Szene des Rechts-Rocks, der Skinhead-Musik und dem Neonazi-Musik-Netzwerk Blood & Honour. Mit der Publikation waren Bildungsvorträge verbunden und wurden Seminare angeboten, die vor allem vom argumente.netzwerk antirassistischer bildung e.V. organisiert wurden. 2002 entstanden aus dieser Bildungsarbeit weitere Publikationen, so ein Überblick über rechtsextreme Organisierung speziell in Mecklenburg-Vorpommern.
Kontinuierlich erscheinen seitdem weitere Recherchen zur Nazi-Musik-Szene, zum „Spannungsfeld“ rechter Ideologien und Dark Wave, „Black Metal zwischen Satanismus, Heidentum und Neonazismus“, zum Rechtsrock und zu Netzwerken im Bereich „Frauen und Rechtsextremismus“ in der Hamburger Edition reihe antifaschistischer texte (rat) sowie in den Zeitschriften Enough is Enough (Kiel, Lübeck, Hamburg), Antifaschistisches Infoblatt (Berlin) und Der Rechte Rand (Hannover).

## Veröffentlichungen
- Searchlight, Antifaschistisches Infoblatt, Enough is Enough, rat (Hrsg.): White Noise. Rechts-Rock, Skinhead-Musik, Blood & Honour – Einblicke in die internationale Neonazi-Musik-Szene. reihe antifaschistischer texte (rat) / Unrast Verlag, Hamburg/Münster 2000, ISBN 3-89771-807-3.

Folgepublikationen zu White Noise:
- argumente.netzwerk antirassistischer bildung e. V.: … in der mitte angekommen. rechtsextremismus und gesellschaftliche gegenaktivitäten in mecklenburg-vorpommern. rat · reihe antifaschistischer texte. Hamburg 2002. (PDF; 1,6 MB)
- Andreas Speit (Hrsg.): Ästhetische Mobilmachung. Dark Wave, Neofolk und Industrial im Spannungsfeld rechter Ideologien. reihe antifaschistischer texte (rat) / Unrast Verlag, Hamburg/Münster 2002. (Rezension von A. Hartmann: Trommelschläge aus der Gruft. In: taz Nr. 6994, 3. März 2003, S. 15 / Verlagsseite)
- Christian Dornbusch, Jan Raabe (Hrsg.): RechtsRock. Bestandsaufnahme und Gegenstrategien. reihe antifaschistischer texte (rat) / Unrast Verlag, Hamburg/Münster 2002. (Rezension)
- Christian Dornbusch, Hans-Peter Killguss: Unheilige Allianzen. Black Metal zwischen Satanismus, Heidentum und Neonazismus. ISBN 3-89771-817-0 (Telepolis vom 14. Februar 2006)
- Antifaschistisches Frauennetzwerk, Forschungsnetzwerk Frauen und Rechtsextremismus (Hrsg.): Braune Schwestern? Feministische Analysen zu Frauen in der extremen Rechten. reihe antifaschistischer texte (rat) / Unrast Verlag, Hamburg/Münster 2005, ISBN 3-89771-809-X. (Rezension von Anja Wehler-Schöck Querelles-Net Nummer 17/November 2005 Wehler-Schöck, Spiegel-online Interview mit der Autorin Renate Feldmann v. 23. Januar 2007 Rechtsextremismus: So werden Mädchen zu Nazi-Bräuten)